# Frínico (comediógrafo)
Frínico fue un poeta de la comedia antigua ateniense. Nació en Atenas en el siglo V a. C., y fue contemporáneo y rival de Aristófanes. 
La primera comedia de Frínico fue estrenada en el año 429 a. C. Compuso diez obras. El Solitario (griego antiguo Μονότροπος) fue representada en el año 414 a. C., en competencia con Las aves de Aristófanes y ganó el tercer premio. Su obra Las musas, obtuvo el segundo premio en el 405 a. C., y Aristófanes se alzó con el primero con su comedia Las ranas, en la cual acusaba a Frínico de emplear trucos vulgares para hacer reír, de plagiario, de mal versificador y de poco culto. 
Los restos de la obra de Frínico fueron reunidos por el filólogo clásico Theodor Kock (1820 - 1901) en el libro Fragmentos de los comediógrafos áticos (Comicorum atticorum fragmenta, B. G. Teubner Verlag, 1880).